# Suecia en los Juegos Paralímpicos de Turín 2006
Suecia estuvo representada en los Juegos Paralímpicos de Turín 2006 por un total de 18 deportistas, 16 hombres y dos mujeres.

## Medallistas
El equipo paralímpico sueco obtuvo las siguientes medallas:
| Nombre                                                                  | Deporte                    | Evento       |
| ----------------------------------------------------------------------- | -------------------------- | ------------ |
| Oro                                                                     |                            |              |
| —                                                                       |                            |              |
| Plata                                                                   |                            |              |
| —                                                                       |                            |              |
| Bronce                                                                  |                            |              |
| Glenn Ikonen Rolf Johansson Jalle Jungnell Bernt Sjöberg Anette Wilhelm | Curling en silla de ruedas | Torneo mixto |